# Codice delle Valutazioni Immobiliari
Il Codice delle Valutazioni Immobiliari - Italian Property Valuation Standard, è un'opera di sistema condivisa dagli enti del Comitato tecnico scientifico di Tecnoborsa che costituisce, di fatto, lo «standard affidabile» previsto dall'art. 120-duodecies del Testo unico bancario.

## Descrizione generale
L'opera di sistema, da ultimo profondamente aggiornata con l'edizione del 2025, recepisce gli Standard internazionali di valutazione (IVS), gli EVS e le rilevanti innovazioni normative intervenute negli ultimi anni sia a livello europeo che nazionale; innovazioni che hanno inciso sulla qualità e l’intelligibilità delle metodiche di stima dei valori immobiliari, sulla riconoscibilità delle competenze specialistiche dei valutatori immobiliari (o periti), nell’applicazione della dottrina estimativa moderna.
La prima edizione del Codice risale al 2000; le successive edizioni, sistematicamente adeguate, sono state pubblicate nel 2000, nel 2005, nel 2011, 2018 e nel 2025. Nel 2006, inoltre, è stata pubblicata un'edizione integramente in inglese. 
Giampiero Bambagioni è Responsabile Scientifico dell'opera (e coordinatore del Progetto)  .
Il Codice tratta e armonizza, con approccio olistico, le tematiche inerenti alla dottrina estimativa, alle norme comunitarie e nazionali di riferimento, ai principi valutativi e alle best practice internazionali, alla normativa inerente al valutatore. L'opera, tra l'altro, comprende sezioni:
- sulla stima del valore prudenziale ("Property Value") ovvero il «valore che sarebbe sostenibile per la durata del prestito», così come indicato dall’art. 229 del Regolamento (UE) 2024/1623 del Parlamento europeo e del Consiglio del 31 maggio 2024, che ha modificato il Regolamento 575/2013/UE (CRR3), in funzione della Valutazione degli immobili ai fini della concessione del credito garantito da ipoteca (Capitoilo 12).
«valore di mercato» (in base alla definizione dettata dall’art. 4, comma 1, punto 76) del Regolamento (UE) 575/2013 e dei valori diversi ai fini della compravendita, della locazione, del finanziamento immobiliare. La determinazione del valore degli immobili a garanzia delle esposizioni creditizie e del relativo loan to value (LTV), costituisce prerequisito essenziale per la mitigazione del rischio. Il recepimento della Direttiva (UE) 17/2014 in merito ai contratti di credito ai consumatori relativi a beni immobili residenziali, ha comportato l’introduzione dell’art.120-duodecies “Valutazione dei beni immobili” del Testo Unico Bancario (TUB) il quale dispone l’obbligo per i finanziatori di applicare «standard affidabili». Il TUB dispone, inoltre, che la valutazione deve essere «svolta da persone competenti sotto il profilo professionale…».
- sulla  Valutazione degli immobili a garanzia dei crediti deteriorati (Npl), oggetto del capitolo 15. Il Codice fornisce specifiche indicazioni per la valutazione del «collateral», sia ai fini della gestione stragiudiziale dei Non performing loans (Npl), sia in funzione dell'adozione di procedure giudiziali, regolate da specifiche disposizioni di legge, tra cui il disposto di cui all’art. 568 (“Determinazione del valore dell’immobile”) del Codice di procedura civile il quale statuisce che «Agli effetti dell’espropriazione il valore dell’immobile è determinato dal giudice avuto riguardo al valore di mercato […]».
- sulla  Valutazione economica dei progetti e lo studio di fattibilità  (oggetto del capitolo 14) identifica le metodiche appropriate al fine della definizione, come richiede il Codice dei contratti pubblici di cui al D.Lgs. 36/2023, del «progetto di fattibilità tecnica ed economica» e dell’identificazione dell’«equilibrio economico e finanziario» dell’iniziativa di riqualificazione o di sviluppo immobiliare. Tra l’altro, sono identificate: i) le macrofasi della valutazione economica dei progetti, ii) le componenti necessarie per la valutazione ex ante del progetto mediante lo Studio di fattibilità, iii) le attività funzionali alla attuazione e gestione del Ciclo di vita del progetto (Project cycle management).
- sul Real Estate Risk Assessment e Rating ESG (Capitolo 23). Come definito dal Codice, per  rating immobiliare deve intendersi: «La valutazione della qualità complessiva dell’edificio e della potenzialità del medesimo di conservare nel tempo la propria utilità e il proprio valore al fine di minimizzare il rischio dell’investimento». Il Codice delle Valutazioni Immobiliari, ai fini della valutazione della qualità complessiva dell’edificio e della potenzialità del medesimo di conservare nel tempo la propria utilità e il proprio valore, identifica un sistema di rating comprendente l’applicazione di 22 componenti, articolati in variabili e sottovariabili.